# Genoa Model United Nations
Genoa Model United Nations (GeMUN) ist eine dreitägige Konferenz, die die Arbeit der UNO imitiert. Die GeMUN findet in der italienischen Stadt Genua statt.

## Teilnehmer
Die Teilnehmer kommen aus aller Welt und besuchen entweder das Gymnasium oder die Universität. Sie versammeln sich jedes Jahr, um in englischer Sprache über internationale Themen zu diskutieren. Diese Themen betreffen Probleme der Wirtschaft, Sicherheitsfragen, die Umwelt und Probleme humanitärer Hilfe. Ziel der Konferenz ist, Lösungen für diese Probleme zu finden.
GeMUN ist an THIMUN, eine jährliche Konferenz, die seit 1968 Arbeit der UNO in Den Haag nachzubilden versucht, angelehnt.

## Einführung
Die MUN (Model United Nations, wörtlich, "Simulation der Vereinten Nationen")-Konferenzen werden jedes Jahr von verschiedenen Schulen und Universitäten auf der ganzen Welt organisiert. Simuliert werden die Organisations-Strukturen der Vereinten Nationen, damit sich die teilnehmenden Schüler und Studenten mit den Zielen, Verfahren und den entsprechenden Unterorganisationen vertraut machen können. Die Konferenzteilnehmer nehmen dabei verschiedene Rollen an, vom Bevollmächtigten eines Staates oder bis zum Sitzungspräsidenten bis zu Vertretern der Medien.
Obwohl die Mehrheit der MUN die wichtigsten Kommissionen der UNO repräsentiert, d. h. die Generalversammlung, den Sicherheitsrat der Vereinten Nationen und den Wirtschafts- und Sozialrat, gibt es auch Repräsentationen von Unterausschüssen wie die Afrikanische Union und die Arabische Liga.
Üblicherweise ist die Arbeitssprache der Konferenzen Englisch, gelegentlich finden jedoch auch Diskussionen in der Sprache des Gastlandes statt.

## Geschichte der GeMUN
Die erste GeMUN-Veranstaltung fand 2002 statt, während die erste MUN Gruppe bereits 1998 in Genua organisiert wurde.
1999 war die Reise der MUN Gruppe nach Bratislava, und später, im Jahr 2000, dem Millennium-Gipfel in London. Diese Reise war ein wichtiges Kapitel für die Gruppe GeMUN, die jedes Jahr im internationalen Reiseverkehr für Jugendliche in über 12 verschiedenen Ländern teilnimmt.
2002 ist das Jahr der ersten GeMUN, die 140 Schüler aus 14 Schulen im italienischen Roten Saal des Palazzo Tursis versammelt sah.
Die erste Veranstaltung von GeMUN wurde von verschiedenen Schulen organisiert: 
- Istituzione Deledda International School,
- Civico Liceo Linguistico Internazionale “G. Deledda”,
- Deutsche Schule Genua,
- Istituto d’Istruzione Superiore Statale “L. Einaudi – G. Casaregis – G. Galilei”,
- The International School of Genoa,
- Liceo Scientifico “Nicoloso da Recco” (Recco),
- Liceo Classico e Linguistico “Da Vigo” (Rapallo),
- Università degli Studi di Genova, gruppo THIMUN e SPIMUN.

2003 wurde das GeMUN Organisationskomitee, das fünf Gymnasien, die UNICEF-Komitee Genua und drei Fakultäten der Universität von Genua (siehe 4. Organisationskomitee) umfasst geboren.
Im Jahr 2004 war das Thema der GeMUN Energie.
Dieses Jahr, war die Konferenz auch an THIMUN angeschlossen. Die GeMUN Gruppe war die einzige, die eine Provision für den Mittelmeerraum (MedCon) vorgeschlagen hat, mit 450 Teilnehmern aus 15 Schulen aus der ganzen Welt.
Im Jahr 2005 begann die „GeMUN Office“ am Liceo Linguistico Internazionale "G.Deledda" zu funktionieren. Darüber hinaus wurden Meetings in der Debating Society fixiert, die die Teilnehmer auf die Veranstaltungen vorbereiten sollte. Die Gruppe nahm auch an der Konferenz THIMUN in Den Haag teil.
Im Jahr 2006 war das Thema der Konferenz die Sicherheit von Lebensmitteln und wurde von Vertretern der FAO als Gastredner (Hauptredner) besucht. Andere Komitees wurden auch hinzugefügt, wie das der Abrüstung und internationale Sicherheit (DISEC).
Im Jahr 2007 begrüßte die Konferenz erstmals 600 Kinder aus 40 Schulen aus der ganzen Welt, eine Zahl, die sich im Jahr 2008, als die Energiefrage debattiert wurde, wiederholte.
2009 debattierten die Teilnehmer über die Frage der Biodiversität und der erste Ausschuss wurde für Studenten organisiert. Im selben Jahr wurde der ersten GeMiniMUN in dem Istituto Duchessa di Galliera organisiert; ein Ereignis, das junge Menschen nutzen konnten, um sich auf GeMUN vorzubereiten.
Im Jahr 2010 ging es um die Grenzen des Wachstums und die Gruppe hat sich zum ersten Mal am Internationalen Gerichtshof (ICJ, International Court of Justice) an der Konferenz von Kairo beteiligt. In dem gleichen Jahr wurde die GeMiniMUN geboren und bezog die Räumlichkeiten der Berio-Bibliothek.
Im Jahr 2011 wurde die Konferenz dem gemeinsamen Fortschritt gewidmet. Darüber hinaus wurde die Sitzung in Genua des IGH (Internationaler Gerichtshof) gegründet und der Ausschuss für Umweltfragen (EnvCom)-nach der Katastrophe von Fukushima und der Wirtschafts- und Finanzausschuss (ECOFIN) geschaffen.
Im selben Jahr spielte er den ersten Debating Day, der in Zusammenarbeit mit der Berio-Bibliothek organisiert wurde.
Die Konferenz von 2012 wurde der Jugend gewidmet und hat den Rechtsausschuss (Legal Committee) an den Universitäten aufgenommen. Die universitären Gremien fand im Palazzo Balbi statt.

## Die Konferenz in der Praxis

### Struktur
Die Konferenz dauert drei Tage und besteht aus 9 Ausschüssen, die denjenigen entsprechen, welche die UN-Vollversammlung bilden und jede hat ein bestimmtes Thema. Die Amtssprache ist Englisch.
Die Teilnehmer der Konferenz, das heißt die Schüler zwischen 14 und 19 Jahren und Studenten zwischen 18 und 26 Jahren, die die Rollen von Offizieren abdecken, lernen die Techniken der Debatte und Verhandlung.
Eine Gruppe von Delegierten aus einer teilnehmenden Schule entscheidet, einen anderen Land als dem, dessen Staatsangehörigkeit der Zugehörigkeit und Teil einer Ausschuss ist, zu vertreten.

### Komitees
Die Komitees der Konferenz sind die folgenden:
1. Special Conference (SpeCon): Die Themen, die debattiert werden, ändern sich jedes Jahr hinsichtlich des Hauptthemas von GeMUN;
2. Sicherheitsrat (SC): Der Ausschuss besteht aus nur 15 Delegierten, darunter fünf ständige (Großbritannien, USA, Frankreich, China, Russland) und 10, die alle 2 Jahre wechseln. In diesem Ausschuss werden die wichtigsten Krisen diskutiert;
3. Wirtschafts- und Sozialrat (ECOSOC): es fördert die wirtschaftliche und soziale Entwicklung der weniger entwickelten Länder;
4. Mittelmeer-Konferenz (MedCon): in diesem Körper werden Themen, die das Mittelmeer betreffen, debattiert. Jede Nation wird durch zwei Delegierte vertreten;
5. Kommission für Umwelt (EnvCom);

Ausschüsse der Generalversammlung der Vereinten Nationen
1. Ausschuss für Abrüstung und internationale Sicherheit (DISEC): beschreibt Probleme, die Fragen der internationalen Sicherheit betreffen;
2. Ausschuss für soziale, humanitäre und kulturelle (SOCHUM): Menschenrechte bilden die Grundlage der Diskussionen dieses Gremiums, das für ihre Förderung und Umsetzung arbeitet;

Ausschüsse auf universitärer Ebene
1. Wirtschafts- und Finanzausschuss (ECOFIN - Wirtschafts- und Finanzausschuss) diskutiert Probleme der Finanz- und Weltwirtschaft;
2. Legal Committee (LEG - Legal Committee) befasst sich mit dem internationalen Recht.

### ICJ
Simulation des internationalen Gerichtshofs in Den Haag, dessen Zweck es ist, konkrete Fälle von beiden Regierungen in internationalen Konflikte zu lösen – die erste ICJ Sitzung wurde 2011 organisiert. Er besteht aus 15 Richtern, 4 Anwälten, dem Präsidenten, dem Vizepräsidenten und dem Kanzler. Die Fälle vor dem ICJ der GeMUN sind immer bestehende und noch ungelöste Fälle des Internationalen Gerichtshofes.

### Rollen
Es gibt verschiedene Rollen, die in der Konferenz gespielt werden können.
- Delegate (Delegierte): als Vertreter eines Landes eines UN-Sonderausschusses und kann durch Vorschlag Lösungen für die Probleme diskutieren.
- Experte: Mitglied der Experts‘ Group, bestehend aus einer Gruppe von Jugendlichen aus verschiedenen Schulen, die sich mit der Wahl von den Inhalten der Konferenz und den Themen, die von den verschiedenen Ausschüssen behandelt werden, befasst. Sie nehmen auch an der Bildung von neuen Delegierten (Junioren), Delegierten der Experten (Senioren), zukünftige Präsidenten der Ausschüsse (Stühle) und zukünftigen Teilnehmer der Regierungskonferenz teil. Es bringt Studenten in Kontakt mit erfahrenen zahlreichen Konferenzen, sowohl lokale als auch ausländische, die in der Regel in der Konferenz der Präsidenten der Rollen der verschiedenen Ausschüsse zu spielen;
- Präsident (Vorsitz): Vorsitz über die Debatte in den Ausschüssen, ist verantwortlich für die Ausarbeitung der einleitenden Führer zu den Themen, die diskutiert werden;
- Präsidenten der Generalversammlung oder Kommission für Entwicklungsfragen: Die Organisation der Versammlung, der Zusammenschluss mehrerer Ausschüsse, die die besten Vorsätze debattieren. Verwaltet die Teilnehmer mehrerer Ausschüsse für die Delegation;
- Generalsekretär und Unter-Generalsekretär: Die Organisatoren der gesamten Konferenz, deren Aufgabe es ist, alle für die verschiedenen Sektoren zu verwalten und koordinieren die Arbeit.

#### ICJ
- Judge (Richter): derjenige, der den Fall verfolgt, prüft die Beweise von Anwälten und fällt ein Urteil in Einklang mit dem Völkerrecht ;
- Rechtsanwalt: Er verteidigt die Sache des Landes, das er vertritt;
- Präsident der ICJ: Manager und Organisator des Internationalen Gerichtshofs. Während der Konferenz steuert er den Internationalen Gerichtshof und stellt sicher, dass alles nach den Regeln verläuft;
- Stellvertretender Vorsitzender: Präsident, der mit der ICJ kooperiert, das Erlernen der Dynamik, die Aufgaben und Verantwortlichkeiten dieser Rolle;
- Kanzler: Gerichtsakten führen.

#### Logistik und Organisation
- Staff: diejenigen, die die reibungslose Organisation des Vermittlungsausschusses aus praktischer Sicht gewährleisten.
- Exekutivkomitee: sie/er koordiniert die Mitarbeiter in einem Konferenzausschuss und gewährleistet und überwacht die Arbeit der Mitarbeiter;
- Mitglied der Geschäftsleitung Personal: für die allgemeine Organisation der Konferenz und an der Verwaltung von einer der Sektoren wie Logistik, Ausbildung des Personals, Verwaltungs-Büro, Kulturprogramm und Sicherheit (siehe Sicherheit);
- Leiter Personal: leitet und überwacht die Arbeit aller Mitarbeiter und Gruppen;
- Sicherheit: diejenigen, die sich um die Ausschüsse für Sicherheit sorgen. Sie sind berufen, den Verkauf zu überwachen und sicherzustellen, dass keine Unbefugten das Gebäude betreten oder verlassen;
- Security Chief: verantwortlich für die Organisation der Arbeit des Sicherheitsrats.

#### Sektor Media
- Pressereferent: ist verantwortlich für die Dokumentation der Veranstaltung, eine Befragung der Delegierten der Konferenz und die Vorbereitung einer Zeitung;
- Chefredakteur: verantwortlich für die Arbeit der Presse.

### Ziele
Die GeMUN, sowie damit zusammenhängende Initiativen sind entworfen, um die Fähigkeiten der Debatte, Verhandlung und kritisches Nachdenken zu entwickeln. Es gibt auch die Fähigkeit zu verstehen und die Probleme der internationalen Politik zu untersuchen, das Erlernen der Fähigkeit zur Kooperation und das Beobachten der Welt aus verschiedenen Blickwinkeln.
Darüber hinaus kann die Teilnahme an GeMUN über die offizielle Konferenz-Debatte auf Englisch den Dialog mit jungen Menschen aus der ganzen Welt verstärken.

## Organisationskomitee
Das Organisations-Komitee von GeMUN besteht sich aus den folgenden Schulen:
- Liceo Linguistico Internazionale “G. Deledda”
- Deutsche Schule Genua
- Liceo Einaudi Casaregis Galilei
- Deledda International School
- Liceo Scientifico “Nicoloso da Recco” (Recco) e Liceo Classico “Giovanni da Vigo” (Rapallo)
- Facoltà di Scienza Politiche, Università degli Studi di Genova
- Facoltà di Lingue e Letterature Straniere, Università degli Studi di Genova
- Facoltà di Giurisprudenza, Università degli Studi di Genova
- Comitato Provinciale UNICEF Genova

## Teilnahme der Uni-Studenten
Die Teilnehmer sind Studenten oder Absolventen der Universität an der Fakultät für Sprach- und Literaturwissenschaften, Politik- und Rechtswissenschaften. Zwei der neun Ausschüsse der Konferenz, nämlich der Rechtsausschuss und der Wirtschafts- und Finanzausschuss, sind nur für Universitäts-Studenten.

### Auszubildende
Die Auszubildenden sind in der Organisation von Konferenzen im GeMUN Büro, die sich mit der Verwaltung, Sicherheit und Logistik, Durchführung und klerikalen Aufgaben beschäftigen. Darüber hinaus helfen sie mit High-School-Delegierten auf der Konferenz. Das Ziel ihrer Arbeit ist, ihre während der Ausbildung erworbenen Fähigkeiten anzuwenden, d. h. die Realität der internationalen Beziehungen und die Entdeckung der Dynamik der Begegnung zwischen den verschiedenen Kulturen.
Studierende im Bachelor-Diplom in Sprach- und Literaturwissenschaften in Positionen im Bereich Übersetzen und Dolmetschen und interkulturelle und interlinguale Kommunikation. Nach dem Studium für Übersetzen und Dolmetschen übernehmen Studenten die simultane und konsekutive Übersetzungsarbeit.
Studenten der Fakultät für Politikwissenschaft sind an der Entwicklung von Themen der Tagesordnung und Vorbereitung der Delegierten beteiligt.

## Ereignisse im Zusammenhang mit GeMUN
Neben der jährlichen Konferenz GeMUN in der Stadt Genua gibt es zwei weitere Ereignisse im Zusammenhang damit: die GeMiniMUN im Herbst und der GeMUN Debating Tag im Frühjahr.

### GeMiniMUN
Die GeMiniMUN ist eine Konferenz, um neue Mitglieder und neue Umwelt MUN Delegierten in Genua und Ligurien zu finden, damit diese sich mit den Verfahren der formellen Debatte vertraut machen. Die Veranstaltungsstruktur ähnelt der GeMUN: Die Delegierten repräsentieren ein Land ihrer Wahl und debattieren Themen, die auch auf der GeMUN diskutiert werden.
Die Konferenz bietet den Teilnehmern folgende Ausschüsse:
- Kommission für den Fortschritt, die spezifische GeMiniMUN, einschließlich Fragen der Ausschüsse SOCHUM und SpeCon MedCon (siehe 3.2 Ausschüsse);
- Ausschuss für Nachhaltigkeit, die spezifische GeMiniMUN, einschließlich Fragen der Ausschüsse und ECOSOC EnvCom
- Rat für Abrüstung und internationale Sicherheit,

### GeMUN Debating Day
Die GeMUN Debating Day ist eine eintägige Konferenz, wo sich junge Leute von weiterführenden Schulen treffen, um zu diskutieren und zu debattieren über Themen von globaler Bedeutung.
Der GeMUN Debating Tag weist die Besonderheit auf, damit die Schüler sich selbst vertreten und so eine Stimme für ihre Meinungen und Ideen finden. Mit den formalen Regeln der MUN-Konferenz, sind die beiden Amtssprachen Englisch und Italienisch, so dass auch diejenigen, die Schwierigkeiten mit der englischen Sprache haben, sich an den Diskussionen beteiligen können. Diese Konferenz wird in zwei Ausschüsse aufgeteilt:
- Italienischer Ausschuss;
- Englischer Ausschuss.